# 保罗·沃尔福威茨
保罗·邓迪斯·沃尔福威茨（英語：Paul Dundes Wolfowitz，1943年12月22日—），曾任世界银行行长、美国国防部副部长，乃美國國防部軍事策劃人之一，亦是美國小布殊陣營中著名鹰派人物之一。布什父子及後繼的總統均多少推崇沃尔福威茨理论，即通过武力在全世界保持一种美国领导的单极态势，遏制其他强国的崛起。

## 生平
沃尔福威茨於1943年12月22日出生於美國纽约的布魯克林區，其父母皆為猶太人，是在二十年代由波蘭移民到美國。1965年毕业于常青藤盟校之一的康乃尔大学，并结识了后来的妻子。1972年畢業於芝加哥大学，獲得哲学博士学位。
1977年沃尔福威茨进入美国国防部，專責外交關係。1982年转任美国国务院亞太助卿。1986年，任驻印度尼西亚大使。1989年至1993年出任国防部政策次長。1993年至2001年，任约翰·霍普金斯大学SAIS学院主任。2001年至2005年6月1日，任美国国防部副部长。2005年6月1日，獲得美國總統小布殊提名，出任世界银行行长。
沃尔福威茨以其極度鹰派作風，成為美國近年來最廣為人知的官員之一；在小布殊出任美國總統時，沃尔福威茨即已提倡攻打伊拉克。九一一事件發生後，沃尔福威茨等一眾鹰派官員影響力日漸加強，得到小布殊重用，終而以伊拉克擁有大量大殺傷力武器作理由，在2003年3月正式揮軍入侵伊拉克。事後，當美國在伊拉克境內未能找到大殺傷性武器時，沃尔福威茨便對外披露，美國之所以指控伊拉克擁有大量大殺傷力武器，乃因為這指控是一個「攻伊的方便理由」。故一些反战人士将沃尔福威茨與小布殊、切尼和拉姆斯菲爾德並列，称之為「頭號恐怖份子」，常在沃尔福威茨的假人像上畫上魔鬼圖像洩憤。而他出任世界銀行行長一職時，亦遭受到一些歐洲國家和國際組織批評「作風強硬」。
另外，沃尔福威茨出任世界銀行行長之後，把原本擔任世界銀行高級通訊職員的女友莎哈·麗扎轉調美國國務院，還兩度為她爭取把年薪提升到將近20萬美元，比當時的美國國務卿康多莉扎·赖斯的年薪還要高。2007年3月28日，此事遭媒體披露，各界要求沃尔福威茨下台。2007年4月12日，沃尔福威茨在世界銀行春季會議上為此事道歉。2007年5月7日，世界銀行特別委員會終結調查此事，認定沃尔福威茨已踰越自身權責。5月17日宣佈辭職，六月底離任。

## 外部参考
- 世行行長沃爾福威茨涉嫌誠信危機 （页面存档备份，存于）
- 沃爾福威茨打擊貪污 （页面存档备份，存于）

| 前任： 詹姆斯·沃尔芬森 | 世界银行行长 2005年-2007年 | 繼任： 罗伯特·佐利克 |